# Rolf Ruff
Rolf Ruff (1919-1998) fue un jinete suizo que compitió en la modalidad de concurso completo. Participó en los Juegos Olímpicos de Roma 1960, obteniendo una medalla de plata en la prueba por equipos.

## Palmarés internacional
| Juegos Olímpicos | Juegos Olímpicos | Juegos Olímpicos | Juegos Olímpicos |
| Año              | Lugar            | Medalla          | Categoría        |
| ---------------- | ---------------- | ---------------- | ---------------- |
| 1960             | Roma (Italia)    | Medalla de plata | Por equipos      |